# 吳忱
吳忱（1427年—？），字永誠，直隸松江府華亭縣人，民籍，明朝政治人物。

## 生平
應天鄉試第九名舉人，天順元年（1457年）中式丁丑科會試第八十八名，三甲第八十五名進士。任饒州府知府。

## 家族
曾祖吳伯齡；祖父吳衡，陝西布政使司參政；父吳宗黻。從孫吳哲。